# Chariesthes donovani
Chariesthes donovani là một loài bọ cánh cứng trong họ Cerambycidae.